# Paul Sivadon
Paul Sivadon est un psychiatre français né le 10 janvier 1907 à Moncoutant dans les Deux-Sèvres et mort le 6 décembre 1992 au Mas d'Azil, en Ariège.

## Biographie
Son père est pasteur de l'Église réformée, sa sœur, Jane Sivadon, directrice de l'école des surintendantes d'usine, est une résistante célèbre.
Paul Sivadon fait ses études de médecine à Clermont-Ferrand puis à Paris. Reçu au concours de l'internat en médecine des Asiles de la Seine, il est l'élève de Gaëtan Gatian de Clérambault, d'Édouard Toulouse et de Georges Heuyer. Il devient chef de clinique d'Henri Claude en 1935.
Médecin des hôpitaux psychiatriques en 1933, il est nommé à l'âge de 32 ans médecin directeur de la Colonie familiale d'Ainay-le-Château dans l'Allier. Il demeure à ce poste jusqu'à sa nomination, en 1943, de chef de service à l'hôpital de Ville-Évrard. Il y découvre un service de 600 internés, affamés, entassés, dépourvus de tout, obligeant à travailler comme médecin sur un mode scientifiquement absurde et humainement condamnable.
Dès lors, il rejoint Henri Ey, et des collègues engagés dans la « Révolution » de la psychiatrie. Il en devient vite un des pionniers, en parvenant à transformer en 1948, un ancien service asilaire en un centre de traitement et de réadaptation sociale (C.T.R.S).
En lien avec ces avancées, il conçoit l'organisation des soins comme un ensemble d'unités diversifiées et coordonnées hospitalières et extra-hospitalières.
Dans une époque d'après-guerre où presque tout est à créer, il est à l'origine d'associations loi 1901 qui complètent le service public. C'est le cas, en 1948, de l'association « l'Élan retrouvé » avec la mise en place successive de consultations de psychopathologie du travail, de médecine psychosomatique, de services d'hospitalisation de jour, de foyer post-cure, de centre d'aide par le travail protégé...
Également d'un centre de réadaptation agricole à Billiers dans le Morbihan.
Dans ces mêmes années, Paul Sivadon réanime la ligue d'hygiène mentale, l'action familles de malades, et est appelé en 1956 à concevoir et mettre en place l'ensemble des services psychiatriques de la Mutuelle générale de l'Éducation nationale de 1958 à 1972, auxquelles va s'adjoindre en 1959 la charge universitaire d'un enseignement de psychiatrie et de psychologie médicale à l'Université libre de Bruxelles, chaire qu'il occupera vingt années. La notoriété internationale de Paul Sivadon le conduira en 1959 à la présidence de la Fédération mondiale de la santé mentale.
Homme d'étude et de réflexion, refusant d'appartenir à des chapelles, se méfiant des grands systèmes théoriques, tolérant mais sans complaisance, Paul Sivadon se réclamait volontiers pragmatique et empirique précisant qu'il entendait par là les approches philosophiques correspondantes.
C'était avant tout un homme d'action, réfléchi, ouvert à une vision anthropologique, à l'évolution de l'homme au travers des âges, aux diverses civilisations, aux interrelations de celui-ci et du milieu.
Il aura la satisfaction de pouvoir concrétiser ses réflexions sur les interrelations de l'homme avec le milieu, avec l'espace, à la fois dans sa pratique clinique institutionnelle et dans l'architecture de l'hôpital psychiatrique ouvert par la MGEN à La Verrière.
En 1990, il rédigea sa biographie professionnelle dans un livre intitulé « Psychiatrie et socialités ». Ce livre comporte une importante bibliographie de ses travaux. Elle montre l'importance de l'œuvre scientifique de Paul Sivadon, mais aussi le nombre et la qualité des élèves qu'il a associés à ses actions, une contribution indispensable à l'histoire de la psychiatrie française contemporaine.

## Hommages et distinctions
- Chevalier de la Légion d'honneur[1]
- Commandeur de l'ordre de la Couronne de Belgique[1]
- Officier de l’ordre de Léopold II[1]
- prix Nicolas Missarel de l'Académie française en 1980
- En hommage à Paul Sivadon l'institut de psychiatrie de « l'Élan retrouvé » porte son nom, ainsi que l'Hôpital de Jour de l'Institut de Psychiatrie du CHU Brugmann à Bruxelles[3].

## Publications
- Psychiatrie et socialités, Ed. Erès, 2002,  (ISBN 2-86586-242-9)
- avec Adolfo Fernandez-Zoïla : Temps de travail, temps de vivre, Ed. Mardaga, 1996,  (ISBN 2-87009-189-3)
- avec Jeanne Duron : La santé mentale, Collection Époque,  (ISBN 2-7089-1238-0), prix Nicolas Missarel de l'Académie française en 1980